# Dragovića Polje
Dragovića Polje este un sat din comuna Kolašin, Muntenegru. Conform datelor de la recensământul din 2003, localitatea are 60 de locuitori (la recensământul din 1991 erau 201 locuitori).

## Demografie
În satul Dragovića Polje locuiesc 56 de persoane adulte, iar vârsta medie a populației este de 49,4 de ani (49,8 la bărbați și 48,9 la femei). În localitate sunt 25 de gospodării, iar numărul mediu de membri în gospodărie este de 2,40.
Populația localității este foarte eterogenă.
|  |

| Demografie | Demografie | Demografie |
| An         | Locuitori  | Locuitori  |
| ---------- | ---------- | ---------- |
|            |            |            |
|            |            |            |
|            |            |            |
|            |            |            |
| 1948       | 175        |            |
| 1953       | 228        |            |
| 1961       | 199        |            |
| 1971       | 182        |            |
| 1981       | 164        |            |
| 1991       | 201        | 201        |
| 2003       | 60         | 60         |

| \| Componența etnică conform recensământului din 2003[2] \| Componența etnică conform recensământului din 2003[2] \| Componența etnică conform recensământului din 2003[2] \| Componența etnică conform recensământului din 2003[2] \| Componența etnică conform recensământului din 2003[2] \| \| ----------------------------------------------------- \| ----------------------------------------------------- \| ----------------------------------------------------- \| ----------------------------------------------------- \| ----------------------------------------------------- \| \| \| \| \| \| \| \| Muntenegreni \| Muntenegreni \| \| 33 \| 55% \| \| Sârbi \| Sârbi \| \| 27 \| 45% \| \| necunoscută \| necunoscută \| \| 0 \| 0% \| |              |  |    |     |
| Componența etnică conform recensământului din 2003 |              |  |    |     |
| |              |  |    |     |
| Muntenegreni | Muntenegreni |  | 33 | 55% |
| Sârbi | Sârbi        |  | 27 | 45% |
| necunoscută | necunoscută  |  | 0  | 0%  |